# Ферри, Дэвид (актёр)
Дэвид Ферри (англ. David Ferry; р. 6 сентября 1951, Сент-Джонс) — канадский киноактёр и театральный постановщик. Работал основным радиоведущим популярной канадской радиопрограммы «Полуночное такси».

## Биография
Родился в городе Сент-Джонсе в провинции Ньюфаундленд и Лабрадор, Канада.

## Заслуги
Ферри номинировался на кинопремию Джини за лучшую роль второго плана в канадской драме Псы Нотр-Дама (англ. The Hounds of Notre Dame). За свою режиссёрскую деятельность также был награждён ежегодной премией Дора (англ. Dora Mavor Moore Award).

## Фильмография
- 2018: Романовы (телесериал)
- 2011: Кинг (сериал)
- 2010: Никита (сериал)
- 2010: Dan for Mayor (сериал)
- 2009: Дело Дойлов (сериал)
- 2009: Святые из Бундока 2: День всех святых
- 2008: Софи (сериал)
- 2007: Через реку в Детройт (сериал)
- 2007: Lost Things
- 2006: Отель (сериал)
- 2006: Человек года
- 2006: Find
- 2005: My Last Confession
- 2004: Королева бала (ТВ)
- 2004—2006: Страна чудес (сериал)
- 2003: Контроль разума (ТВ)
- 2002: Оставленные 2 (видео)
- 2001—2004: Доктор (сериал)
- 2001: Другой день (ТВ)
- 2001: Ресторанчик Руби (ТВ)
- 2001: Парадайз-фоллз (сериал)
- 2001—2004: Убойный отдел (сериал)
- 2000: Призраки прошлого (ТВ)
- 2000: Deliberate Intent (ТВ)
- 2000: Тайные приключения Жюль Верна (сериал)
- 2000: Переправа через Делавэр (ТВ)
- 1999—2001: Дважды в жизни (сериал)
- 1999: Святые из Бундока
- 1999: Воскрешение
- 1999: Время любви (ТВ)
- 1999: Буря столетия (мини-сериал)
- 1999: Тайная страсть Айн Рэнд (ТВ)
- 1998: Следы крови (ТВ)
- 1998: Слава и честь (ТВ)
- 1997: Один из нас
- 1997—1999: Строго на юг (сериал)
- 1997: Семья полицейских 2: Потеря веры (ТВ)
- 1997—2001: Её звали Никита (сериал)
- 1996—1998: Однажды украв (сериал)
- 1996—2000: Пси Фактор: Хроники паранормальных явлений (сериал)
- 1996: What Kind of Mother Are You?
- 1996: Семейка придурков
- 1996: Ночь торнадо (ТВ)
- 1995: The Awakening (ТВ)
- 1995—1998: Мурашки (сериал)
- 1995: Смертельная любовь (ТВ)
- 1995: Человек тьмы II. Возвращение Дюранта (видео)
- 1995: Когда позвонит человек тьмы (ТВ)
- 1994—1996: Строго на юг (сериал)
- 1993: Strange Horizons
- 1993: Hush Little Baby (ТВ)
- 1993: Снова в бой
- 1993: Безрассудная молодость (ТВ)
- 1993: Woman on the Run: The Lawrencia Bembenek Story (ТВ)
- 1993: Woman on the Ledge (ТВ)
- 1993: Матрица (сериал)
- 1993—1997: Кунг-фу: Возрождение легенды (сериал)
- 1991—1993: По ту сторону реальности (сериал)
- 1991: Белая комната
- 1990—1996: Дорога в Эйвонли (сериал)
- 1990: On Thin Ice: The Tai Babilonia Story (ТВ)
- 1989—1996: Рыцарь навсегда (сериал)
- 1989—1994: Телевизионная служба новостей (сериал)
- 1989: Последняя зима
- 1989: День первый (ТВ)
- 1988: Вещественное доказательство
- 1988—1990: Война миров (сериал)
- 1988—1993: Полицейский Кэттс и его собака (сериал)
- 1988: Milk and Honey
- 1987: Covert Action (ТВ)
- 1987: Трое мужчин и младенец
- 1987: Echoes in the Darkness (ТВ)
- 1987: Sadie and Son (ТВ)
- 1987—1990: Пятница 13 (сериал)
- 1987: Америка (мини-сериал)
- 1987—1994: Лабиринт правосудия (сериал)
- 1986: The Last Season
- 1986—1989: Adderly (сериал)
- 1986: Whodunit? (видео)
- 1985—1989: Ночная жара (сериал)
- 1984: Парень из бухты
- 1984—1995: CBS Особенные школьные каникулы (сериал)
- 1983: Chautauqua Girl
- 1981: A Whale for the Killing (ТВ)
- 1980: Hounds of Notre Dame
- 1980: Powder Heads
- 1980: Parallels
- 1978: Крутые водилы